# Temurjon Usmonohunov
Temurjon (Timur) Usmonohunov (ur. 17 listopada 1996) – uzbecki zapaśnik walczący w stylu wolnym. Zajął ósme miejsce na mistrzostwach świata w 2016. Brązowy medalista mistrzostw Azji w 2018. Mistrz Azji juniorów w 2016 roku.